# Tupoljev Tu-16
Tupoljev Tu-16 (NATO naziv "Badger") bio je sovjetski dvomotorni strateški bombarder. Zahvaljujući Tu-16, Tupoljev je osigurao neosporno mjesto prvog i skoro jedinog isporučitelja bombardera sovjetskom ratnom zrakoplovstvu.

Kineska kopija Xian H-6 se još uvijek nalazi u operativnoj uporabi u kineskom ratnom zrakoplovstvu.

## Razvoj
Prvi sovjetski strateški, što znači nuklearni, bombarder bio je Tupoljev Tu-4, koji je zapravo bio vjerna kopija američkog bombardera Boeing B-29 Superfortress. Iako je prvi prototip prvi put poletio tek 19. svibnja 1947., Tu-4 je već tada bio zastario. Zbog toga ne čudi da je Tupoljev odmah pokrenuo razvoj njegova nasljednika. I to ne samo jednog već čak dva. Jedan je bio Tu-16 a drugi Tu-95.

Od samog je početka bilo jasno da je Tu-4 tek privremeno rješenje, te da sovjetsko ratno zrakoplovstvo hitno treba strateški bombarder pokretan turbomlaznim motorima. Na njegovom je razvoju posebno inzistirao i Jozef Staljin koji je želio odgovarajući strateški bombarder za novorazvijene sovjetske nuklearne bombe. Tupoljev je razvoj Tu-16 započeo i prije nego što je Tu-4 prvi put poletio. Pritom su projektanti intenzivno radili na usvajanju svih aerodinamičnih rješenja i tehnologija do kojih su došli nakon osvajanja istočnih dijelova Njemačke. U početku se razvoj usredotočio na puku zamjenu klipnih motora turbomlaznim.
No to se ubrzo pokazalo "slijepom ulicom" te se razvoj usmjerio na kombinaciju turbomlaznih motora i strelastih krila. Da bi do kraja shvatili primjenu strelastih krila u projektnom su uredu Tupoljev krajem četrdesetih godina 20. stoljeća napravili čitavu seriju testnih letjelica. Ubrzanje na razvoju novog strateškog bombardera sa strelastim krilima došla su iz dva smjera. Prvi je bio činjenica da je u to vrijeme Iljušin preoteo primat u isporuci bombardera, te činjenica da je 20. kolovoza 1949. uspješno testirana prva sovjetska nuklearna bomba BCF-1.

U tom trenutku osim zastarjelog B-29 sovjetske oružane snage nisu imale ni jednu drugu platformu koja bi mogla dopremiti nuklearnu bojnu glavu do Sjedinjenih Američkih Država. Zbog toga je Tupoljev odlučio da će iskoristiti novonastalo stanje da se definitivno etablira kao, ako ne jedini, a onda glavni projektant sovjetskih bombardera.
Prvi konkretni povod za to došao je već u lipnju 1950. kad je sovjetsko ministarstvo obrane objavilo zahtjev za novim strateškim bombarderom opremljenim kombinacijom turbomlaznih motora i strelastih krila kako bi mogao postizati visoke podzvučne brzine. Morao je imati borbeni polumjer djelovanja od 8000 km te nosivost od najmanje 5000 kg bombi, te nekoliko topova malog kalibra za samoobranu. Tupoljev je odmah predložio svoj Projekt 86, koji je poslije prerastao u Projekt 88. Očito je sam projekt bio u visokom stupnju razvoja jer je dozvola za početak izrade prototipova dana već 5. srpnja 1951., tek nešto više od godine dana nakon objave zahtjeva.

Projekt 88, koji se ponekad u zapadnim izvorima pogrešno označava i kao Tu-88, od početka je bio napredan avion u kojeg su projektanti ukomponirali najsuvremeniju tehnologiju. Osim što je sigurno jedan od najelegantnijih bombardera svih vremena, odlikovao se naprednom aerodinamikom i odličnim letnim mogućnostima. Po svim je odlikama bio napredniji od američkog B-47 Stratojeta i tek nešto slabiji od B-52 Stratofortressa.
Prvi prototip novog sovjetskog strateškog bombardera, koji je u međuvremenu dobio službenu oznaku Tu-16, prvi je put poletio 27. travnja 1952. Službena testiranja započela su u studenom iste godine, a okončana su u ožujku 1953. Iako će poslije Andrej Tupoljev priznati da su ga prva letna testiranja razočarala, Tu-16 je u skoro svemu zadovoljio očekivanja ratnog zrakoplovstva. Doduše, maksimalna brzina je bila "samo" 800 km/h, a borbeni polumjer djelovanja ne baš zadovoljavajućih 3010 km. Unatoč tomu odluka o početku serijske proizvodnje, a u skladu s tadašnjom sovjetskom tradicijom, donesena je već u prosincu 1952.

Poboljšanje letnih odlika i otklanjanje uočenih nedostataka, te prilagođavanje aviona uporabi nuklearnog oružja, trebalo se obaviti na drugom prototipu koji je prvi put poletio 6. travnja 1953. Drugi je prototip dobio olakšanu konstrukciju, povećane spremnike za gorivo te produženi nos. Letna testiranja uspješno su okončana u travnju 1954., a preporuka za uvođenje u operativnu uporabu dana je u svibnju iste godine.
Prvi serijski Tu-16 dovršen je već 29. listopada 1953., dok su još trajala intenzivna testiranja drugog prototipa. U međuvremenu je zaustavljen projekt razvoja Iljušinovog Il-46, te je Tupoljev ponovno "zagospodario" isporukom bombardera. Iako će Iljušin predložiti i svoje projekte Il-30 i Il-54, oni nikad neće preći "papirnatu" fazu. Tu-16 je javnosti prvi put prikazan 1. svibnja 1954. kad je devet primjeraka preletjelo preko Crvenog trga. Već u kolovozu iste godine tijekom izložbe na Tušinovu u formaciji je letjelo čak 40 primjeraka. NATO je novom sovjetskom bombarderu dodijelilo kodnu oznaku Badger. Nakon dolaska novih inačica prvi su primjerci označeni kao Badger-A.

## Opis

### Inačice
Sovjetsko je ratno zrakoplovstvo uskoro otkrilo da se Tu-16 može prilagoditi širokom spektru zadaća, te je započeo intenzivni razvoj novih modela i inačica. Uz osnovni bombarderski razvijen je model za nošenje vođenih projektila zrak-zemlja, torpedni bombarder, za protupodmorničku borbu, za izviđanje i nadzor mora, za elektroničko djelovanje, leteća cisterna, za traganje i spašavanje, te za obuku posada i testiranje novih sustava. Velika većina ih je dovršena kao bombarderi, te su naknadno prilagođeni novim namjenama. Serijska je proizvodnja trajala do 1963. do kada je isporučeno 1509 primjeraka. Iz operativne su uporabe povučeni tek početkom devedesetih godina 20. stoljeća.

#### Tu-16A
U skladu s tadašnjom sovjetskom tradicijom prvi serijski primjerci zapravo su bili tek svojevrsni testni avioni namijenjeni otkrivanju nedostataka i njihovu otklanjanju. Tako je bilo i u slučaju Tu-16. Prva serija, koju je NATO označio kao Badger-A, a koja je nosila oznaku Tu-16, bila je opremljena motorima AM-3 potiska 66,2 kN. No, već iduća serija, označena kao Tu-16A, dobila je motore AM-3M (RD-3M) potiska 93,2 kN. Poslije su ti motori ugrađeni i u sve Tu-16. Osim toga svi su Tu-16A opremljeni sustavima za nošenje nuklearnih bombi. Iako im je osnovna namjena bila nošenje nuklearnih bombi, opremljeni su i za konvencionalno bombardiranje. Tako su mogli ponijeti do 16 klasičnih bombi FAB-250 (250 kg) ili 12 FAB-500 (500 kg). Potkraj šezdesetih godina, kad su drugi bombarderi, ali i interkontinentalni balistički projektili preuzeli ulogu nositelja nuklearnog oružja, svi su operativni Tu-16A dobili mogućnost nošenja 24 FAB-250 ili 18 FAB-500. Sve su se bombe nosile u velikom spremniku u trupu na sredini aviona. Spremnik je bio dovoljno velik da se u njega smjesti i bomba FAB-9000. Tu-16A dobili su i potkrilne nosače, ali su se oni isključivo rabili za nošenje vođenih projektila i/ili izvidničke opreme. Na njima su se nosile i radioupravljive bombe UB-2F Čaika (4940 kg) ili još veće radioupravljive bombe UB-5 Kondor (5100 kg). Ukupno je napravljeno 453 Tu-16A.

Za samoobranu naoružani su sa sedam topova NR-23 kalibra 23 mm. Jedan je top fiksiran u staklenom nosu te je njegova paljba usmjeravana letom aviona. Kako je Tu-16 bio prevelik i pretrom za takvu vrstu paljbe, na većini drugih inačica taj je top uklonjen. Ostali su topovi postavljeni u dvocijevne barbete. Jedna je bila na gornjoj strani aviona odmah iza pilotske kabine, jedna na donjoj strani između krila i vodoravnih stabilizatora, a dva su se topa nalazila u repu. Tamo se nalazio i prostor za topnika koji je rabio radarski ciljnik.
Posadu je činilo sedam članova: pilot, kopilot, ciljatelj/navigator, navigator, topnik, radiooperater i topnik u repu. Cijeli prostor za posadu bio je pod natpritiskom. Ciljatelj/navigator sjedio je u velikom staklenom nosu a na raspolaganju je imao optički ciljnik i navigacijsko/ciljnički radar PRS-1AG Argon. Pilot i kopilot sjedili u oklopljenoj kabini na katapultirajućim sjedalima. No, na Tu-16 sjedala su se katapultirala prema dolje, što baš i nije bilo najzgodnije ako se avion nalazio na maloj visini. Ostali članovi posade morali su se sami snaći tijekom iskakanja iz aviona.
Naknadno je 59 bombardera opremljeno sustavom za dopunu gorivom u zraku te su označeni kao Tu-16ZA. Na osnovi Tu-16A razvijena je podinačica Tu-16KSR-2-5 opremljena za nošenje protubrodskih vođenih projektila. Tu-16A intenzivno su rabljeni tijekom rata u Afganistanu u osamdesetim godinama prošlog stoljeća. Tako je 1984. izveden masovni napad s čak 24 bombardera koji su nosili od 24 do 40 bombi FAB-250. Puno su češći bili napadi s osam do deset Tu-16A. Na osnovi Tu-16A razvijena je inačica Tu-16B, koja je trebala dobiti motore M-16-15 (RD16-15). Dostupni ruski izvori navode samo da je razvoj ove inačice zaustavljen, vjerojatno zbog problema s razvojem motora.

Tu-16A je iskorišten i za razvoj inačice Tu-16V. Jedina razlika u odnosu na izvornik bila je u prilagodbi nošenju hidrogenske bombe. Navodno su napravljena samo tri Tu-16V. No, pod oznakom Tu-16V se veže i uz navodnu inačicu namijenjenu letenju na vrlo velikim visinama, čiji je razvoj prekinut prije izrade prvog prototipa.

#### Tu-16Z (leteće cisterne)
Operativna je uporaba potvrdila da je Tu-16 pouzdan bombarder relativno jednostavan za letenje. No najveći je nedostatak ostao nedostatni borbeni polumjer djelovanja. Kako je Tu-16 bio brz bombarder, znatno brži od tadašnjih transportnih aviona, odlučeno je da se dio "šestnaestica" pretvori u leteće cisterne. Taj je proces konverzije još ubrzan nakon što su početkom šezdesetih godina 20. stoljeća u operativnu uporabu počeli ulaziti interkontinentalni balistički projektili.

Jedini pravi način da se Tu-16 poveća borbeni polumjer djelovanja je bio dopuna gorivom u letu. Odluka o početku razvoja takvog sustava donesena je 1953., a prva su testiranja obavljena na Tu-16Z 1955. Novi je sustav u operativnu uporabu uveden 1958. Iako su u početku ovim sustavom opremani nuklearni bombarderi Tu-16AZ, naknadno su ga dobili i svi Tu-16A.
Sovjetski su stručnjaci razvili najkompliciraniji sustav za dopunu gorivom na svijetu, koji je teško i opisati. Leteća cisterna je na vrhu desnog krila imala spremnik za crijevo za pretakanje goriva. Crijevo se prije početka pretakanja moralo izvući te je slobodno letjelo. Avion, primjerice Tu-16AZ, na vrhu lijevog krila imao je kuku kojom su piloti morali zakvačiti crijevo. Nakon toga ono bi se automatski privuklo vrhu krila i uglavilo u priključak za pretakanje. Već je uporaba ovog sustava danju bila "noćna mora", a noću je više ovisila o sreći nego o vještini pilota. Kako bi piloti uopće vidjeli gdje se nalazi vrh crijeva, na desni potkrilni spremnik stajnog trapa ugrađen je reflektor za njegovo osvjetljavanje. Cijeli je način pretakanja goriva bio toliko opasan da je učestalo dovodio do nesreća, često i s tragičnim posljedicama. Zbog toga ne čudi da su Sovjeti vrlo brzo odustali od njega i već su početkom šezdesetih godina prekopirali zapadni sustav hose-and-drogue sustava (cijev koja na vrhu ima sustav za stabilizaciju i priključak za prekrcaj goriva). Tankeri opremljeni novim sustavom dobili su oznaku Tu-16ZA. Zanimljivo je da jedan izvor navodi kao oznaku za tanker Tu-16Yu.

#### Tu-16T
Jedna od značajnijih inačica bila je i Tu-16T, tj. torpedni bombarder. Ne zbog toga što je kao takav imao ikakvu uporabnu vrijednost, već zbog toga što je odlično poslužio da se sovjetska ratna mornarica upozna s novim bombarderom, te postupno uvede veći broj inačica namijenjenih mornaričkoj uporabi. Zbog toga ne čudi da je napravljeno samo 76 Tu-16T, koji su u osnovi bili identični Tu-16, osim što su mogli nositi do deset torpeda te do dvanaest mina.

U trenutku nastanka Tu-16T koncept torpednog bombardera već je bio zastario, zbog čega ne čudi da je već 1962. započela njihova prenamjena u avione za protupodmorničku borbu. Tako je nastao Tu-16PL. Kako su već bili prilagođeni nošenju torpeda, još su im samo ugradili sustav Baku i spremnik za 40 sonarnih plutača. Zanimljivo je da su u početku Tu-16PL nosili dubinske bombe, jer razvoj prvih sovjetskih samonavođenih protupodmorničkih torpeda još nije bio dovršen. U operativnoj su uporabi ostali do kraja šezdesetih godina prošlog stoljeća kad su ih zamijenili namjenski projektirani protupodmornički avioni, kao što je Iljušin Il-38.

#### Tu-16KS (Badger-B)
Ubrzani razvoj nadzvučnih lovačkih aviona i vođenih projektila zemlja-zrak učinio je uporabu nuklearnih bombi jako rizičnom, gotovo nemogućom zadaćom. Zbog toga su sve nuklearne sile započele razvoj nuklearnih vođenih projektila zrak-zemlja kojima je cilj bio da se bombarderima omogući napad na dobro branjene ciljeve i prije nogo što uđu u branjenu zonu. Povrh toga sovjetska je vojska još krajem četrdesetih i početkom pedesetih godina 20. stoljeća, na osnovama njemačkih tehnoloških dostignuća, započela s intenzivnim razvojem protubrodskih vođenih projektila čija je osnovna namjena bila potapanje američkih nosača zrakoplova.
No, ti su prvi vođeni projektili bili veliki i teški, te su ih morali nositi bombarderi. Skoro savršenim za tu namjenu pokazao se upravo Tu-16. Prvi sovjetski protubrodski vođeni projektil koji je ušao u operativnu uporabu bio je Raduga KS-1 Komet (AS-1 Kennel), koji se često opisuje kao mini MiG-15. U naoružanje Tu-16 uveden je 1954. Kako je bio prevelik da bi se nosio u trupu, pod svako je krilo postavljen po jedan nosač za projektil. Komet je bio opasan projektil, barem u trenutku ulaska u operativnu uporabu. Imao je bojnu glavu mase 600 kg, učinkovit domet 90 km i maksimalnu brzinu od 0,9 Macha. Sredinom pedesetih godina XX. stoljeća na zapadnim brodovima nije bilo topničkog i raketnog sustava koji ga je mogao učinkovito zaustaviti. Potkraj pedesetih godina Raduga je razvila poboljšanu inačicu dometa 105 km. Avioni prilagođeni nošenju Kometa dobili su oznaku Tu-16KS, a navodno je prenamijenjeno 107 primjeraka.

Najveći nedostatak KS-1 je bila potreba da avion-lanser navodi projektil na cilj tijekom srednjeg dijela leta, kako bi radar mogao zahvatiti cilj. Ni domet, a poslije ni brzina nisu baš bili zadovoljavajući. Zbog toga je ubrzo na osnovama KS-1 započeo razvoj KSR-2 (AS-5 Kelt) projektila koji je imao domet od 170 km i nešto veću brzinu. No, i KSR-2 je zadržao jednaki neodgovarajući sustav navođenja s KS-1. Za novi je projektil napravljena i nova inačica Tu-16KSR-2, a mogao se lansirati i s inačice Tu-16KSR-16. Tu-16KSR-2 u operativnu je uporabu uveden 30. prosinca 1961.
Iako je u odnosu na KR-1 KSR-2 bio znatno poboljšanje, ni jedan nije u potpunosti zadovoljio zahtjeve sovjetske ratne mornarice. Zbog toga je potkraj šezdesetih godina Raduga razvila još napredniji protubrodski vođeni projektil KRS-5 (AS-6 Kingfish), koji je u operativnu uporabu uveden 1970. I ovaj put na bombarderima Tu-16, tj. inačice Tu-16KSR-2-5-11, Tu-16K-26 i Tu-16KSR-2-5-11. Ovisno o visini lansiranja domet mu je bio od 300 do 700 km, a maksimalna brzina 3,5 Macha. Bojna glava je mogla biti nuklearna (350 kT) ili klasična mase 1000 kg. Zapadni izvori tvrde da je zadnji ruski KRS-5 povučen iz operativne uporabe 1994.

#### Tu-16K-10 (Badger-C)
Još 1950. projektni uredi [Mikojan] i Tupoljev započeli su zajednički rad na prvom sovjetskom strateškom projektilu zrak-zemlja. Kao osnova uzet je Radugin projektil K-10, te je razvijen (po mjerilima iz pedesetih godina 20. stoljeća) dalekometni projektil C-10U. Zanimljivo je da se danas u zapadnoj literaturi takav projektil isključivo označava kao K-10S. Namjena mu je bila da omogući uništavanje dobro branjenih ciljeva, kao što su nosači zrakoplova. Zbog toga bi ga bombarder ispustio 190 km prije cilja, nakon čega bi se aktivirao turbomlazni motor. Iako je prvobitna ideja bila da se C-10U rabi za uništavanje ciljeva na kopnu, ipak je na kraju razvijen kao protubrodski vođeni projektil. No, nakon okončanja razvoja, C-10U/K-10S je bio dugačak 9,75 m i težak 4533 kg (940 kg bojne glave). Maksimalni domet mu je bio od 325 do 110 km, a maksimalna brzina 2030 km/h. Kao takav nije se mogao nositi ni u trupu ni pod krilima Tu-16. Zbog toga je Tupoljev na brzinu razvio novu inačicu Tu-16K-10 kod koje je odstranjen prostor za nošenje bombi u trupu, već je postavljen veliki podtrupni nosač za projektil C-10U/K-10S. Zanimljivo je da Tu-16K-10 nisu dobiveni konverzijom postojećih aviona, već je svih 216 namjenski napravljeno. Tijekom šezdesetih godina 20. stoljeća svi su prilagođeni i za nošenje projektila KSR-2 i KSR-5.

#### Ostale inačice
Dodavanjem sustava za dopunu gorivom u zraku Tu-16 je dobio dovoljni borbeni polumjer djelovanja da ga se rabi i za izvidničke zadaće. Posebno je često rabljen iznad sjevernog Atlantika i sjevernog Pacifika za praćenje američkih i NATO brodova. Prva izvidnička inačica Tu-16R (Badger-E) postala je operativna 1957. Osim većeg broja kamera opremljena je i sustavima za elektroničko izviđanje. Napravljeno je 75 aviona ove inačice.

Sredinom šezdesetih godina 20. stoljeća desetak je Tu-16R pretvoreno u izvidničke avione namijenjene otkrivanju i navođenju Badgera naoružanih protubrodskim vođenim projektilima. Označeni su kao Tu-16RM-2 te su dobili dodatne spremnike za gorivo u prostoru za bombe. Kako je napredovao razvoj sovjetskih protubrodskih vođenih projektila tako su i Tu-16RM-2 dobivali nove radarske i druge sustave.

Veći broj Badgera s vremenom je modificiran u avione za elektroničko djelovanje. Tako je 1955. 42 Tu-16 opremljeno sustavom SPS-1, a 1957. još 102 naprednijim sustavom SPS-2. Zbog toga su ovi avioni označeni kao Tu-16SPS. Posebna inačica bila je Tu-16E-XP namijenjena ABK izviđanju.

Kako su se pokazali sigurnim letjelicama, veći broj Tu-16 je naknadno modificiran za potrebe najrazličitijih testiranja, te su ponekad označeni kao Tu-16LL (leteći laboratorij).

## Operativna uporaba
Sovjetske snage Tu-16 intenzivno rabile tijekom rata u Afganistanu. Jedan od prvih stranih kupaca Tu-16 bio je Egipat. Egipatsko je ratno zrakoplovstvo dobilo Tu-16 neposredno prije početka Šestodnevnog rata 1967. Tijekom iznenadnog napada na egipatske aerodrome prema nekim izvorima, uništeno je 30, prema nekima, tek tucet egipatskih Tu-16, ovisno o podacima o isporuci. Nakon toga Egipat je dobio nove "šesnaestice", ovog puta Tu-16K naoružane projektilima KSR-2. Intenzivno su rabljeni tijekom Yom Kippurskog rata 1973., kad su na izraelske ciljeve lansirali 25 projektila, od čega trinaest KSR-2 i dvanaest KSR-11.

Iračko ratno zrakoplovstvo svoje je Tu-16 prvi put rabilo 1974. u borbama protiv kurdskih pobunjenika. Rabljeni su i tijekom Iračko-iranskog rata, ponekad napadajući i ciljeve u Teheranu. Svi su irački Tu-16 uništeni 1991. godine.

Indonezija je 1961. kupila 25 Tu-16KS, ali je prekid političkih odnosa sa SSSR-om 1965. uvjetovao da su svi avioni ubrzo povučeni iz operativne uporabe.
No, Tu-16 je još uvijek u operativnoj uporabi, i to u velikom broju. Naime, 1957. Kina je kupila licenciju za Tu-16, pa je već 1959. poletio prvi H-6. No, zbog mnogobrojnih tehničkih problema serijska je proizvodnja započela tek 1968. H-6 ne samo da je još uvijek u operativnoj uporabi već se još uvijek i proizvodi. Najnovija je inačica H-6K namijenjena nošenju krstarećeg projektila DH-10.

## Tehničke karakteristike (Tu-16A)
Izvori podataka: 
Osnovne karakteristike
- posada: 7
- dužina: 34,8 m
- raspon krila: 33 m
- površina krila: 164,65 m2
- visina: 10,4 m

Letne karakteristike
- najveća brzina: 1050 km/h
- ekonomska brzina: 850 km/h
- dolet: 7200 km
  - borbeni dolet: 3150 km (borbeni polumjer djelovanja)
- najveća visina leta: 12.300 m
- motor: 2 x RD-3M